# Bodoquena
Bodoquena é um município brasileiro da região Centro-Oeste do Brasil, situado no estado de Mato Grosso do Sul. Situada na região da Serra da Bodoquena, está a 70 km da cidade de Bonito. É um dos municípios que integram o complexo turístico do Parque Nacional da Serra da Bodoquena, apresentando grande potencial turístico. E juntamente com Bonito, Jardim e Guia Lopes da Laguna, a cidade forma um importante cinturão turístico de Mato Grosso do Sul, com mais de 30 atrações diferentes.
Com o objetivo de incrementar o ecoturismo o Programa de Desenvolvimento do Turismo, recentemente houve investimentos de mais de R$ 130 milhões em obras e programas de saneamento, pavimentação e incentivo ao ecoturismo na região da Serra da Bodoquena.

## Geografia

### Localização
A cidade de Bodoquena está localizada no sul da região Centro-Oeste do Brasil, a oeste de Mato Grosso do Sul e próximo à fronteira com o Paraguai e Bolívia. Localiza-se a uma latitude 20º32'19" sul e a uma longitude 56º42'54" oeste. Distâncias:
- 251 km da capital estadual (Campo Grande)
- 1.385 km da capital federal (Brasília).

### Geografia física
Solo
Quanto ao solo, são encontrados diferentes tipos, concentrando o rendizina a oeste ocupando 52,1 % do total do município, o podzólico vermelho escuro na porção central com 10,7 % e o brunizém avermelhado com 8,4 % também na porção central, e o regossolo a leste ocupando 19,9 % do Município. Além destes também são encontrados em quantidade menor o solonetz solodizado, o glei pouco úmido e os solos litólicos.
Clima e temperatura
O clima no município é caracterizado como Termoxeroquimênico Atenuado. A temperatura média do mês mais frio é maior que 15 °C e menor que 20 °C.
A duração do período seco é de 3 a 4 meses e as precipitações variam entre 1.200 a 1.500 mm anuais.
Relevo e altitude
A Serra da Bodoquena, situada na borda sudeste do Complexo do Pantanal, é formada pelas cidades de Bonito, Jardim e Bodoquena. Conta com o Parque Nacional da Serra da Bodoquena, criado em novembro de 2000, com 76.400 ha. Possui altitude de 132 metros.
Vegetação
A análise da vegetação do município revela o domínio da savana (cerrado) nas fisionomias arbórea densa, gramíneo-lenhosa (Campo Limpo) e contato com floresta estacional e floresta estacional decidual. Com o passar do tempo, esta vegetação natural vem sendo descaracterizada devido a ações antrópicas, cedendo lugar às atividades agropecuárias, ampliando o domínio da pastagem.
Hidrografia
O Município de Bodoquena pertence à Bacia Hidrográfica do Paraguai, Sub-bacia do Miranda. Nascem no município os rios Betione e Chapena e os córregos Furadinho e Campina. Fazem divisa com outros municípios os seguintes cursos d’água: rios Salobra e Miranda e córrego Furadinho com o Município de Miranda; córrego Taquarussú e o rio Chapena com o Município de Bonito.

### Geografia política
Fuso horário
Está a -1 hora com relação a Brasília e -4 com relação a Greenwich.
Área
Possui área de 2.507,24 km². A sede do município está localizada na porção central com uma área urbana de 963,2139 Ha e perímetro de 16.878,79 m, de acordo com a última lei de expansão urbana, Lei nº 257 de 26 de junho de 1.996, divididos em uma área central e 11 bairros, todos dentro do perímetro urbano.
Subdivisões
Possui um distrito denominado Morraria do Sul.
Limites
Localizada no entorno do Parque Nacional da Serra da Bodoquena, Bodoquena Limita-se ao Norte com o Município de Miranda, ao Sul e ao Leste com o Município de Bonito, a Oeste com o Município de Porto Murtinho e Corumbá.